# Rhynchostegium semiscabrum
Rhynchostegium semiscabrum är en bladmossart som beskrevs av H. Robinson 1967. Rhynchostegium semiscabrum ingår i släktet näbbmossor, och familjen Brachytheciaceae. Inga underarter finns listade i Catalogue of Life.